# Rio Cará-Cará
O rio Cará-Cará é um curso de água que banha o município de Ponta Grossa, no estado do Paraná. Pertence à bacia do rio Tibagi, sendo um afluente deste.